# Čakovec
Čakovec () este un oraș în cantonul Međimurje, Croația, având o populație de 27.104 locuitori (2011).

## Demografie
Componența etnică a orașului Čakovec
     Croați (93,75%)
     Romi (3,83%)
     Necunoscut (0,25%)
     Neclasificat (1,76%)
Componența confesională a orașului Čakovec
     Catolici (87,66%)
     Fără religie și atei (5,83%)
     Necunoscută (3,48%)
     Alte religii (3,01%)
Conform recensământului din 2011, orașul Čakovec avea 27.104 locuitori. Din punct de vedere etnic, majoritatea locuitorilor (93,75%) erau croați, cu o minoritate de romi (3,83%). Apartenența etnică nu este cunoscută în cazul a 0,25% din locuitori. Din punct de vedere confesional, majoritatea locuitorilor (87,66%) erau catolici, cu o minoritate de persoane fără religie și atei (5,83%). Pentru 3,48% din locuitori nu este cunoscută apartenența confesională.